# Manchester (Illinois)
Manchester es una villa ubicada en el condado de Scott en el estado estadounidense de Illinois. En el Censo de 2010 tenía una población de 292 habitantes y una densidad poblacional de 106,16 personas por km².

## Geografía
Manchester se encuentra ubicada en las coordenadas 39°32′32″N 90°19′49″O / 39.54222, -90.33028. Según la Oficina del Censo de los Estados Unidos, Manchester tiene una superficie total de 2.75 km², de la cual 2.75 km² corresponden a tierra firme y (0%) 0 km² es agua.

## Demografía
Según el censo de 2010, había 292 personas residiendo en Manchester. La densidad de población era de 106,16 hab./km². De los 292 habitantes, Manchester estaba compuesto por el 99.32% blancos, el 0% eran afroamericanos, el 0% eran amerindios, el 0% eran asiáticos, el 0% eran isleños del Pacífico, el 0% eran de otras razas y el 0.68% pertenecían a dos o más razas. Del total de la población el 0.34% eran hispanos o latinos de cualquier raza.